# True Detective (2ª temporada)
A segunda temporada de True Detective, uma série de televisão americana de drama policial criada por Nic Pizzolatto, começou a ser exibida em 21 de junho de 2015, na rede de TV a cabo HBO. Com o elenco principal contando com Colin Farrell, Rachel McAdams, Taylor Kitsch, Kelly Reilly e Vince Vaughn, a temporada tem oito episódios e concluiu sua primeira exibição em 9 de agosto de 2015.
A trama da temporada se passa na Califórnia e segue as histórias entrelaçadas de policiais de três departamentos de polícia que cooperam entre si; quando o oficial da patrulha rodoviária da Califórnia e veterano de guerra Paul Woodrugh (Kitsch) descobre o corpo do administrador municipal corrupto Ben Caspere na beira de uma rodovia, o detetive do Departamento de Polícia de Vinci Raymond "Ray" Velcoro (Farrell) e a sargento da Divisão de Investigação Criminal do Gabinete do Xerife do Condado de Ventura Antigone "Ani" Bezzerides (McAdams) são chamados para auxiliar na investigação. O criminoso Francis "Frank" Semyon (Vaughn) tenta legitimar seu negócio com sua esposa Jordan (Reilly) investindo em um projeto ferroviário supervisionado por Caspere, mas perde seu dinheiro quando Caspere é morto, o que o leva a iniciar uma investigação por conta própria.

## Elenco

### Elenco principal
- Colin Farrell como o detetive Ray Velcoro, um detetive corrupto do Departamento de Polícia de Vinci
- Rachel McAdams como a detetive Sargento Antigone "Ani" Bezzerides, uma agente do Departamento de Investigação Criminal do Gabinete do Xerife do Condado de Ventura
- Taylor Kitsch como o oficial Paul Woodrugh, um oficial da patrulha rodoviária da Califórnia, veterano e ex-funcionário de uma empresa de segurança privada
- Kelly Reilly como Jordan Semyon, esposa de Semyon
- Vince Vaughn como Frank Semyon, um criminoso e empresário que enfrenta dificuldades financeiras após a morte de seu parceiro

### Elenco recorrente
- Ritchie Coster como Austin Chessani, prefeito corrupto de Vinci
- Christopher James Baker como Blake Churchman, um dos capangas de Semyon
- Afemo Omilami como William Holloway,[1] the chefe de polícia de Vinci
- Michael Irby como Detetive Elvis Ilinca,[2] parceiro de Bezzerides
- Leven Rambin como Athena Bezzerides,[3] irmã prostituta de Bezzerides
- Abigail Spencer como Gena Brune, ex mulher de Velcoro
- Lolita Davidovich como Cynthia Woodrugh,[4] mãe de Woodrugh
- James Frain como Kevin Burris,[5] um tenente em Holloway
- Riley Smith como Steve Mercer,[6] um oficial de polícia da California
- Adria Arjona como Emily,[7] namorada de Woodrugh
- Michael Hyatt como Katherine Davis,[8] uma procuradora do Estado não corrupta
- Yara Martinez como Felicia,[9] uma dona de bar e amiga de Semyon
- Christian Campbell como Richard Brune,[10] marido de Gena
- Jon Lindstrom como Jacob McCandless,[11] um homem de negócios poderoso
- Emily Rios como Betty Chessani,[12] filha de Chessani
- Vinicius Machado como Tony Chessani, filho delinquente de Chessani
- Ronnie Gene Blevins como Stan,[12] capanga leal de Semyon
- Timothy V. Murphy como Osip Agranov,[12] um homem de negócios russo e rival de Semyon
- C. S. Lee como Richard Geldof,[13] o Attorney General of California
- Chris Kerson como Nails,[1] capanga leal de Semyon
- Rick Springfield como Dr. Irving Pitlor,[14] um plastic surgeon e psiquiatra de Caspere
- Ashley Hinshaw como Lacey Lindel,[15] uma atriz que entra em conflito com Woodrugh
- W. Earl Brown como Detective Teague Dixon,[16] um detetive designado para trabalhar na investigação do assassinato de Caspere
- David Morse como Eliot Bezzerides,[16] pai de Bezzerides
- Gabriel Luna como Miguel Gilb,[17] antigo colega de trabalho de Woodrugh
- Fred Ward como Eddie Velcoro, pai de Velcoro

## Episódios
| N.º geral | N.º na temp. | Título                         | Dirigido por     | Escrito por                   | Exibição original   | Audiência U.S. (milhões) |
| --- | ------------ | ------------------------------ | ---------------- | ----------------------------- | ------------------- | ------------------------ |
| 9 | 1            | "The Western Book of the Dead" | Justin Lin       | Nic Pizzolatto                | 21 de junho de 2015 | 3.17                     |
| Na cidade industrial fictícia de Vinci, Califórnia, o administrador municipal Ben Caspere desaparece antes que possa apresentar um plano para seu desenvolvimento de uma linha de trem de alta velocidade, fazendo com que seu parceiro no crime Frank Semyon apresente o projeto sozinho para o homem de negócios russo Osip Agronov, que se recusa a continuar com qualquer coisa até que Caspere esteja presente. O detetive corrupto e volátil Ray Velcoro é chamado por Semyon para achar Caspere, encontrando provas de sequestro em sua casa. O oficial da Patrulha Rodoviária da Califórnia e veterano Paul Woodrugh é acusado falsamente de importunação sexual por uma atriz que ele revistou, fazendo com que fosse afastado temporariamente. Depois de sua namorada Emily questioná-lo sobre as cicatrizes em seu corpo, ele sai abruptamente e dirige perigosamente por uma rodovia escura até se deparar com o corpo de Caspere em um banco, seus olhos estavam queimados com ácido clorídrico. |              |                                |                  |                               |                     |                          |
| 10 | 2            | "Night Finds You"              | Justin Lin       | Nic Pizzolatto                | 28 de junho de 2015 | 3.05                     |
| Velcoro, detetive Teague Dixon, e a detetive do Condado de Ventura Antigone "Ani" Bezzerides são designados para encontrar o assassino de Caspere, enquanto Woodrugh se une a eles na esperança de que ajudar irá acelerar a investigação interna sobre sua importunação sexual. A ex-mulher de Velcoro, Gena Brune, descobre que ele atacou o padrasto abusivo de seu filho e entra com um pedido de custódia total. Ela ameaça fazer um teste de paternidade, uma vez que Chad pode ser fruto de um estupro e Velcoro tem medo de descobrir quem é o verdadeiro pai. Emily larga Woodrugh uma vez que ele continua a se recusar a discutir seu passado. Semyon descobre que o dinheiro que Caspere usou no acordo da linha foi desviado, fazendo com que Semyon perdesse a maioria de seu dinheiro. Ele ouve de uma prostituta que Caspere tinha uma casa onde ele levava mulheres pra fazer sexo e passou essa informação para Velcoro. Velcoro encontrou sangue de Caspere na casa e uma câmera que gravava a sala de estar, mas levou um tiro no peito com uma bala de borracha por uma pessoa com máscara de corvo antes que pudesse investigar mais. |              |                                |                  |                               |                     |                          |
| 11 | 3            | "Maybe Tomorrow"               | Janus Metz       | Nic Pizzolatto                | 5 de julho de 2015  | 2.62                     |
| Velcoro recobra a consciência e descobre que o drive da câmera foi roubado. Bezzerides e Woodrugh visitam a mansão do prefeito de Vinci, Austin Chessani, na esperança de achar uma ligação entre ele e Caspere, e encontra o seu filho delinquente Tony. Um carro que pode ter sido usado pra transportar Caspere na noite de seu assassinato, roubado de um set de filme, é visualizado em câmeras de tráfego. Enquanto Bezzerides e Velcoro interrogam um empregado da companhia de produção que se demitiu recentemente, o carro que estava próximo é queimado por outro indivíduo de máscara. Woodrugh cruza o caminho de Miguel Glib, um antigo amigo de seu antigo trabalho em uma empresa de segurança privada, mas ele o rejeita violentamente quando se refere a um encontro sexual que eles quase tiveram. Stan, um dos capangas de Semyon, é encontrado morto com seus olhos queimados como os de Caspere. |              |                                |                  |                               |                     |                          |
| 12 | 4            | "Down Will Come"               | Jeremy Podeswa   | Nic Pizzolatto & Scott Lasser | 12 de julho de 2015 | 2.36                     |
| Semyon começa a fazer acordos com fornecedores de drogas para começar a recuperar o dinheiro que Caspere roubou. Velcoro dá a Chad o distintivo de polícia de seu avô. Bezzerides é afastada temporariamente após ser acusada de assédio sexual por um colega de trabalho. Woodrugh acorda na cama com Miguel, saindo repidamente. Ele se encontra mais tarde com Emily, que revela que está grávida, e acaba a propondo em casamento impulsivamente. Tendo investigado casas de penhor próximas, ele descobre que a prostituta Irina Rulfo roubou itens da casa de Caspere e tentou vendê-los. A polícia realizou uma batida no laboratório de metanfetamina de seu cafetão Ledo Amarilla, a qual acabou escalando em um longo tiroteio que matou dezenas de policiais, criminosos e espectadores, Dixon incluso. Amarilla é morto depois de pegar um refém e matá-lo, deixando Velcoro, Bezzerides, e Woodrugh como os únicos sobreviventes. |              |                                |                  |                               |                     |                          |
| 13 | 5            | "Other Lives"                  | John Crowley     | Nic Pizzolatto                | 19 de julho de 2015 | 2.42                     |
| Dois meses depois, Amarilla foi culpado pelo assassinato de Caspere, Velcoro trabalha em tempo integral para Semyon, Bezzerides foi deixada encarregada da sala de evidências, e Woodrugh termina sua investigação, mas é promovido contra sua vontade a detetive de fraude de seguros. Depois de descobrir que o Procurador-Geral da Califórnia Richard Geldof está planejando concorrer a governador,sua colega Katherine Davis reune os três e solicita que investiguem Rulfo, suspeitando que o verdadeiro assassino de Caspere foi encoberto. Semyon manda Velcoro seguir Blake Churchman, um de seus capangas de quem ele está suspeitando, e Velcoro observa ele pegando garotas do psiquiatra de Caspere, Irving Pitlor, e entregando elas a Agronov e Tony. Ele ataca Pitlor, que admite que Tony e Caspere compraram as mulheres para suas "festas". Woodrugh investiga diamantes encontrados no cofre de Caspere, descobrindo que Dixon também estava procurando por eles. Enquanto procura por Vera Machiado, uma mulher desaparecida, Bezzerides investiga o último lugar de onde ela ligou e descobre uma cabana por perto com sangue no chão. Velcoro descobre que Semyon mentiu para ele sobre a identidade do estuprador de Brune, o assassinato do homem que ele pensava ser o responsável foi o evento que corrompeu ele inicialmente. Ele vai à casa de Semyon e exige falar com ele. |              |                                |                  |                               |                     |                          |
| 14 | 6            | "Church in Ruins"              | Miguel Sapochnik | Nic Pizzolatto & Scott Lasser | 26 de julho de 2015 | 2.34                     |
| Semyon convence Velcoro de que ele teve uma informação errada e que nunca foi sua intenção enganá-lo. Velcoro visita o verdadeiro estuprador na prisão e promete matá-lo se ele não receber sentença de prisão perpétua. Depois de uma visita supervisionada desconfortável com Chad, ele encerra seus dois meses sóbrio e liga para Brune, prometendo a ela custódia total com a condição de que ela nunca faça o teste de paternidade de Chad. Semyon faz um acordo com o cartel de drogas mexicano para saber a localização de Rulfo e descobre que ela foi contratada por um policial para roubar Caspere, mas o cartel a mata por trabalhar com a polícia antes dela dar um nome. Woodrugh descobre que os diamantes foram roubados durante os distúrbios de Los Angeles de 1992 por um casal, os Ostermans, cujos filhos foram deixados órfãos pelos ladrões. Bezzerides se disfarça de sua irmã ex-prostituta para se infiltrar em uma das festas de Tony, onde ela vê Geldof e o chefe da polícia de Vinci, Josh Holloway. Ela é forçada a tomar uma alta dose de MDMA e alucina com um homem a levando ao seu carro. Ela encontra Machiado e mata um guarda para poder escapar. Woodrugh rouba documentos do escritório de Agronov que provam que ele está de conluio com Tony depois de observá-lo se encontrar com o homem de negócios Jacob McCandless, onde ele escuta eles confirmando que armaram para Semyon perder suas ações. Todos escaparam com Velcoro. |              |                                |                  |                               |                     |                          |
| 15 | 7            | "Black Maps and Motel Rooms"   | Daniel Attias    | Nic Pizzolatto                | 2 de agosto de 2015 | 2.18                     |
| Velcoro troca informações com Semyon e vai conversar com Davis, apenas para encontrá-la morta em seu carro. Semyon tortura Churchman até ele admitir que Agronov planeja substituir Semyon e que estavam trabalhando juntos, ele matou Stan quando foi visto conversando com Agronov, Agronov está planejando um acordo com McCandless no dia seguinte e ele deu intencionalmente informações erradas a Semyon sobre o estuprador de Brune. Semyon mata ele, diz a sua esposa Jordan para ir para o subsolo e põe fogo em seu cassino depois de Agronov anunciar seus planos de tomá-lo. Woodrugh pesquisa o roubo de 1992 e descobre que Holloway, Dixon, Caspere e o Tenente Kevin Burris estavam todos envolvidos, e que o tiroteio com Amarilla foi orquestrado para matar Dixon. Bezzerides descobre de Machiado que a prostituta favorita de Caspere planejou chantageá-lo com o roubo e então foi morta na cabana. Velcoro percebe que a filha de Osterman, Laura, foi secretária de Caspere com um nome falso. Ele e Bezzerides confessam sua meutua atração e fazem sexo. Woodrugh é chantageado com fotos dele com Miguel e vai ao lugar determinado para o encontro, descobrindo que Miguel ainda estava trabalhando para a empresa de segurança, que agora está trabalhando exclusivamente para McCandless. Holloway, o chantageador de Woodrugh, exige os documentos, mas ele consegue matar todos os seguranças e escapar, somente para ser morto por Burris enquanto ele sai do prédio. |              |                                |                  |                               |                     |                          |
| 16 | 8            | "Omega Station"                | John Crowley     | Nic Pizzolatto                | 9 de agosto de 2015 | 2.73                     |
| Semyon encontra Chessani morto em sua casa. Velcoro e Bezzerides recontam seus respectivos traumas iniciais, o dele sendo matar quem ele pensava ser o estuprador de Brune e o dela sendo ter sido sequestrada quando criança pelo homem com o qual ela alucinou. Eles percebem que o irmão de Laura, Lenny, trabalhou no set worked on the set em que o carro que transportou Caspere foi roubado e arrombaram a casa de Laura para encontrá-la presa, junto com a máscara de corvo de Lenny. Ela explica que Lenny acidentalmente matou Caspere enquanto o torturava por informações, e que ele arranjou um encontro com Holloway. Velcoro intercepta Lenny o convence a gravar Holloway confessando sua corrupção, mas ele perde a linha quando Holloway revela que Laura era filha de Caspere, fazendo com que os dois fossem mortos pelo substituto de Holloway. Para arrumar dinheiro suficiente para eles escaparem para a Venezuela, Velcoro e Semyon matam todos no encontro entre Agronov e McCandless e pegam seu dinheiro. Enquanto Bezzerides encontra Pitlor morto, Velcoro observa Chad na escola, carregando o distintivo. Ele retorna para seu carro e acaba encontrando um transponder instalado e escolhe dirigir para as matas para não por a vida de Bezzerides em risco. Ele tenta mandar uma mensagem final para Chad antes dele ser morto por Burris, mas o sinal ruim de seu telefone não deixa a mensagem ser encaminhada. O cartel leva Semyon para o deserto e o esfaqueia por violar o acordo ao destruir seu cassino. Ele tenta caminhar de volta à civilização mas sangra até a morte. Algum tempo depois, Velcoro é culpado pelos assassinatos de Davis e Woodrugh, Brune faz um teste de paternidade que confirma que ele é o pai de Chad, Tony se torna prefeito, Woodrugh tem uma rodovia nomeada em sua homenagem e Bezzerides mora na Venezuela com seu filho e de Velcoro, assim como com Jordan. Eles se encontram com um repórter que Velcoro anteriormente atacou para Semyon e lhes dão arquivos que expõem a corrupção em Vinci. |              |                                |                  |                               |                     |                          |

## Produção
Em janeiro de 2014, Pizzolatto assinou uma extensão de contrato de dois anos com a HBO, renovando a série por mais duas temporadas. Assim como seu antecessor, a segunda temporada de True Detective tem oito episódios, todos eles escritos por Pizzolatto. Porém, a direção foi delegada a diversas pessoas; Justin Lin dirigiu os dois primeiros episódios, e, em julho de 2014, William Friedkin estava sendo considerado para dirigir episódios posteriores. Fukunaga, que dirigiu toda a primeira temporada, não voltou como diretor; ele continua, entretanto, como produtor executivo, assim como McConaughey e Harrelson. Pizzolatto contratou seu colega romancista Scott Lasser para ajudar a destrinchar as histórias da segunda metade da temporada.
Antes da segunda temporada de True Detective, a imprensa divulgou rumores de que diferenças criativas alimentaram uma hostilidade pessoal entre Pizzolatto e Fukunaga; um negou os rumores, enquanto o outro não quis comentar. Pizzolatto manteve o controle do processo de escrita, mas Fukunaga saiu, e os oito episódios da segunda temporada foram tratados de forma variada entre seis diretores.
Em uma entrevista de 2016 ao The Frame da KPCC, Michael Lombardo, presidente de programação da HBO, declarou: "Nossos maiores fracassos - e não sei se consideraria True Detective 2 - mas quando dizemos a alguém para ir ao ar em vez de permitir que a escrita encontre seu próprio lugar naturalmente, quando estiver pronta, quando estiver no ponto - falhamos." Ele continuou: “Eu exigi a ele [Pizzolatto]. Para entregar, em um prazo muito curto, algo que se tornou muito complicado de entregar”.

### Elenco
O sucesso de True Detective, e sua renovação, alimentaram rumores de possíveis elencos na imprensa. A certa altura, as primeiras reportagens da mídia nomearam Cate Blanchett, Josh Brolin, Joaquin Phoenix, Garrett Hedlund, Michael Fassbender, Jessica Chastain, Christian Bale, Elisabeth Moss e Brad Pitt entre os candidatos em potencial a protagonistas. A primeira escolha significativa da temporada foi Colin Farrell como Ray Velcoro, o que ele revelou em sua entrevista de setembro de 2014 para o Sunday World . Vince Vaughn, no papel de Frank Semyon, tornou-se a próxima escolha importante da HBO ao final do mês. Em novembro, o elenco principal de True Detective se expandiu para incluir Rachel McAdams, Taylor Kitsch e Kelly Reilly .

### Filmagens
A Califórnia foi escolhida como cenário para a segunda temporada. Os produtores foram instados a evitar filmar em Los Angeles e focar em outras regiões do estado para "capturar um certo ambiente psicoesférico". A produção começou em novembro de 2014.

### Música
T Bone Burnett retornou como compositor para a segunda temporada, e sua trilha sonora foi mais influenciada eletronicamente do que a temporada anterior. Burnett notou que a mudança na paisagem, para a Califórnia, também mudou a forma como ele escrevia a música. "Nevermind" de Leonard Cohen, o tema de abertura da segunda temporada, é uma música do álbum de 2014 de Cohen, Popular Problems . A letra da música tema muda a cada episódio, incorporando diferentes versos da música de Cohen. As músicas de Lera Lynn são apresentadas ao longo da temporada, e a música "The Only Thing Worth Fighting For", que ela compôs com Burnett e Rosanne Cash, foi usada no trailer da segunda temporada. Lynn colaborou com Burnett na composição de várias canções originais para a série, com dicas do criador Nic Pizzolatto em relação às letras e ao conteúdo. Lynn também interpreta uma cantora de bar na temporada, onde usam várias de suas canções, incluindo "My Least Favorite Life", que foi escrita por Cash.

## Recepção

### Resposta da crítica
A segunda temporada recebeu críticas mistas. As positivas elogiaram as atuações de Farrell, McAdams e Kitsch, sua cinematografia, e as sequências de ação. Em contrapartida, a temporada foi nomeada um dos piores programas de televisão de 2015, por vários meios de comunicação como Variety, o New York Post, Newsday, e TV Guide .
De acordo com Lindsay Hallam da Senses of Cinema, "muitos relatos sobre a segunda temporada ter sido não tão bem recebida" afirmavam que Pizzolatto havia "se tornado acomodado" devido à "falta de um colaborador forte". Os críticos da segunda temporada - incluindo Timberg e James Poniewozik da revista Time - criticaram o que chamaram de delegação excessiva de controle criativo apenas a Pizzolatto, argumentando que sua responsabilidade pelo sucesso da primeira temporada foi superestimada sob uma estrutura "autoral".
No Rotten Tomatoes, a temporada tem uma classificação de 47%, com base em 127 avaliações, com uma nota média de 6,3/10. O consenso crítico do site diz: "Apesar de algumas performances memoravelmente cinzentas, a segunda temporada de True Detective é floreada demais e tão implacavelmente sombria que se torna tão divertida quanto ficar preso no trânsito de Los Angeles."  No Metacritic, a temporada tem uma pontuação de 61 em 100, com base em 41 críticos, indicando "críticas geralmente favoráveis".
David Hinckley, do New York Daily News, deu uma crítica muito positiva e escreveu: "Ainda é o tipo de programa que faz os telespectadores usarem frases como ' era de ouro do drama televisivo '" e que "a segunda parte de True Detective sai da rota para não repetir o primeiro."  Hank Stuever do The Washington Post deu uma crítica positiva no geral, elogiando as performances, e escreveu: "Há algo ainda lúgubre e exagerado em True Detective, mas também há um estilo hipnotizante nele - é imperfeito, mas bem feito ." 
Uma crítica mais mista veio de Brian Lowry da Variety, que escreveu "Embora assistível no geral, a inspiração que transformou a primeira [temporada] em uma obsessão para muitos parece ter se esgotado na prosa de Nic Pizzolatto." 

### Honrarias
Rachel McAdams recebeu uma indicação de Melhor Atriz em Filme Feito para Televisão ou Série Limitada no 6th Critics' Choice Television Awards.

## Mídia doméstica
A segunda temporada de True Detective foi lançada em Blu-ray e DVD em 5 de janeiro de 2016. Além dos oito episódios, os dois formatos possuem conteúdo bônus, incluindo um making-of de "The Vinci Massacre", entrevistas com elenco e equipe técnica, comentários em áudio para o episódio "Down Will Come" de Nic Pizzolatto, Colin Farrell, Vince Vaughn, Taylor Kitsch e Rachel McAdams, e um comentário em áudio para o episódio "Omega Station" por Nic Pizzolatto, Scott Stephens, Colin Farrell e Vince Vaughn.